# Queso majorero
El queso majorero es un queso canario, elaborado a base de leche de cabra majorera y que se produce en los seis municipios de la isla de Fuerteventura. La Denominación de Origen Queso Majorero está reconocida desde el 16 de febrero de 1996.

## Características
Aunque es un queso de cabra, puede añadirse hasta un 15 % de leche de oveja canaria cuando va a ser curado. 
Como propiedades físicas, presenta una forma cilíndrica, con un diámetro de entre 15 y 35 cm, una altura mínima de 6 cm. y una máxima de 9 cm. Las piezas tienen un peso que oscila entre 1 y 6 kg. 
En cuanto a las características organolépticas de este queso, su corteza presenta la huella de hoja de palma usada para moldearlo por el lateral y el de la quesería en las caras de las bases. La superficie puede frotarse con pimentón, aceite o gofio. La pasta es compacta al corte, de textura cremosa a semidura. Es de color blanco-amarillento, tomando un ligero tono pardo en los quesos curados y presenta pequeños ojos. El sabor es suave cuando está fresco, y fuerte y algo picante si está curado. 